# Stevns Klint
Stevns Klint (esp. "Acantilado de Stevns") es un acantilado de caliza blanca que se encuentra a unos 6 km al sudeste de Store Heddinge, en el municipio de Stevns en la isla danesa de Selandia. Se extiende 14,5 km a lo largo de la costa y su importancia geológica reside en que es uno de los mejores ejemplos expuestos a la vista de Límite K/T en el mundo, evidencia del impacto del meteorito que provocó la extinción de los dinosaurios. A pesar de verse sometido a una erosión frecuente el acantilado se alza hasta una altura de 40 metros.

## Geología
El acantilado muestra secciones de la etapa más tardía del Maastrichtiense (hace entre 72 y 66 millones de años) y de la etapa más temprana del Daniense (hace entre 66 y 62 millones de años). Un estrato oscuro de "arcilla de pez" (Fiskeler en danés, lit. "pescadería") de varios centímetros de espesor y que contiene iridio, marca con claridad el límite Cretácico-Paleógeno. Estas capas pueden verse también a gran profundidad en los túneles de Stevnsfortet, una fortaleza de la Guerra Fría construida en 1953. La creta con briozoos del acantilado es muy resistente a los impactos tanto de armamento convencional como nuclear.

## Museo de la Guerra Fría
El Museo de la Guerra Fría de la Fortaleza de Stevns abrió sus puertas al público en 2008. Incluye una amplia muestra de equipamiento militar y una visita guiada de hora y media de duración a través del vasto sistema de túneles subterráneos de la fortaleza. Este complejo se extiende a lo largo de 1,6 km de túneles, barracones y centros de mando, además de un hospital y hasta una capilla. También incluye dos depósitos de municiones para sus cañones de 15 centímetros. Los túneles se encuentran a 18-20 metros de profundidad, excavados en la seguridad de la caliza blanca de Stevns. La fortaleza secreta se construyó en 1953 y siguió siendo operativa hasta 2000.

## Iglesia de Højerup

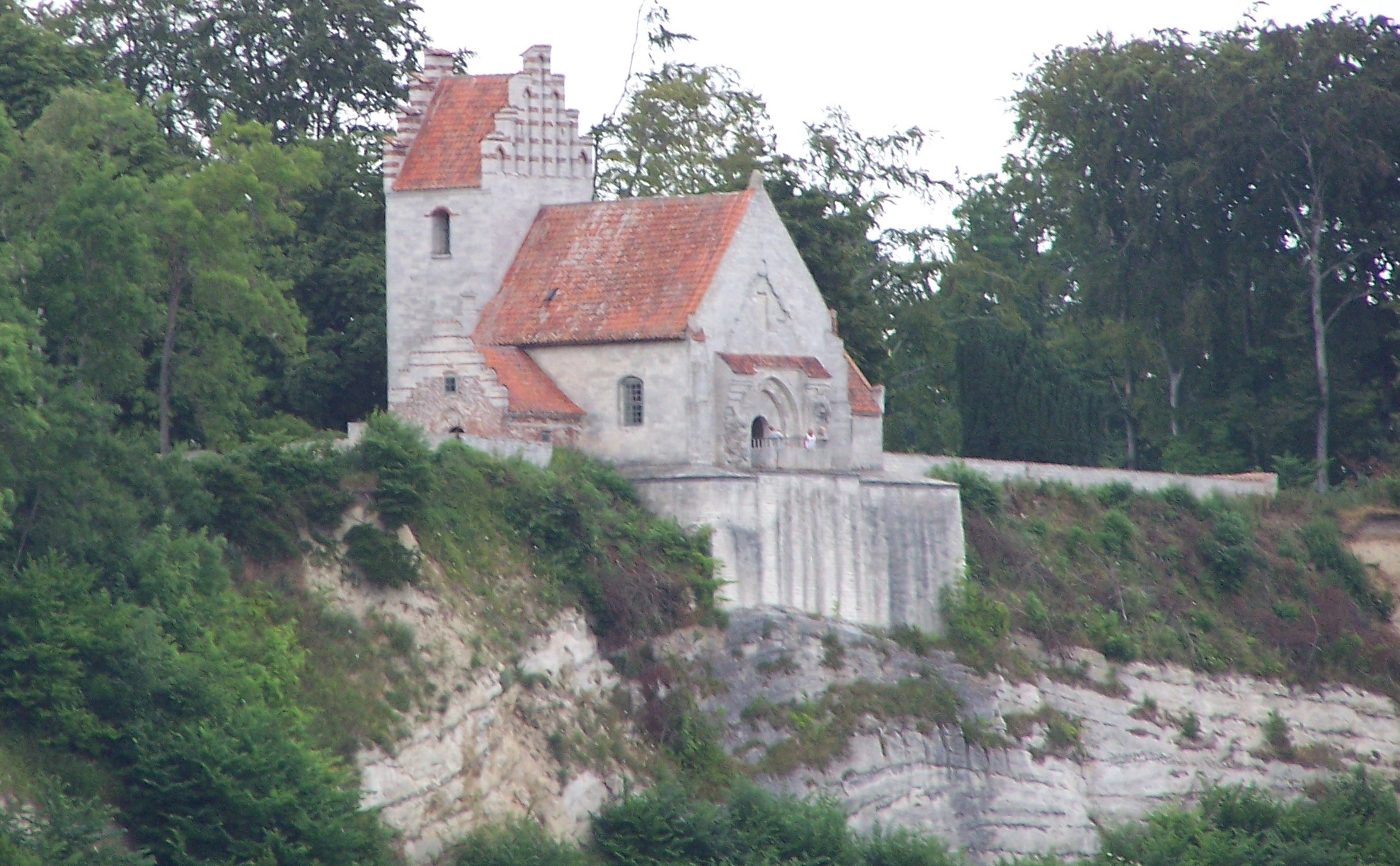
Iglesia de Højerup.

La antigua iglesia de Højerup (Højerup Gamle Kirke) se halla en la cima del acantilado desde en torno al año 1200. Como resultado de la erosión en 1928 se produjo un deslizamiento de tierras que provocó el derrumbamiento del presbiterio y su caída hasta la orilla sobre la que se alzaba. Se puede acceder al acantilado desde la iglesia gracias a unos escalones. En 1913 se completó una iglesia ubicada a 300 m tierra adentro desde el acantilado.

## Patrimonio de la Unesco
El 23 de junio de 2014 la Unesco anunció que Stevns Klint y el Mar de Frisia habían sido incluidos en la lista de Patrimonio de la Humanidad de Dinamarca.